# Burt Hummel
Burt Hummel est un personnage de la série télévisée américaine Glee, interprété  par Mike O'Malley et doublé en français par Jean-Pascal Quilichini. Il est apparu dans le quatrième épisode de Glee. Burt a été développé par les créateurs de Glee, Ryan Murphy, Brad Falchuk et Ian Brennan. Il est le père de Kurt Hummel et soutient son fils dans tous ses projets. Il commence éventuellement une relation avec Carole Hudson et l'épouse dans le huitième épisode de la saison 2.

## Biographie fictive
Burt apparaît d'abord dans « Droit au but », et surprend, son fils Kurt en train de danser avec Tina Cohen-Chang et Brittany S.Pierce sur « Single Ladies » de Beyoncé. Kurt prétend que c'est un exercice pour le foot, et qu'il est maintenant un buteur de l'équipe de football. Heureusement pour Kurt, Finn Hudson l'aide à entrer dans l'équipe en demandant au coach de lui faire passer un essai pour l'équipe, et il devient son acolyte. Burt assiste au premier match de Kurt, et après un touchdown dans les dernières secondes du jeu, Kurt marque le point supplémentaire pour gagner le match. Encouragé par son succès, Kurt lui avoue son homosexualité. Burt lui dit qu'il le savait depuis ses 3 ans car Kurt ne lui demandait que des ballerines et qu'il est quand même fier de son fils.
Quand Kurt est contrarié de ne pas avoir eu d'audition, pour le solo sur "Defying Gravity" dans l'épisode "Les chaines musicales", initialement écrit pour un personnage féminin dans la comédie musicale Wicked, car tous les solos sont donnés d'abord à Rachel Berry, Burt se plaint au Principal Figgins que son fils est victime de discrimination, et Kurt est autorisé à passer une audition. Burt reçoit un appel téléphonique anonyme abusif sur l'orientation sexuelle de son fils, et quand Kurt voit comment son père est bouleversé, il sabote volontairement son audition pour épargner la douleur de Burt.
Carole et Finn s'installent plus tard chez Burt et Kurt dans l'épisode « Home Sweet Home », en espérant qu'il va l'aider à se rapprocher de Finn, pour qui il a le béguin. La relation est devenue sérieuse avant que Finn découvre le sujet, et il est d'abord hostile, mais commence à lier avec Burt une relation père-fils lorsque les deux familles sortent pour dîner.
Kurt se sent alors laissé de côté, et demande à Finn de l'aider à casser le couple. Finn accepte au départ, mais change d'avis après que Burt lui dit qu'il aime Carole et ne serait jamais prêt lui faire de mal. Dans « Trouver sa voix », Kurt se sent de plus en plus jaloux du temps que Burt consacre à Finn, et tente de lui ressembler afin de regagner son attention. Lorsque Burt dit à Finn de l'accompagner pour un autre match sans y inclure Kurt, il se sent blessé et en colère et chante « Turn Rose » ; Burt surprend sa performance, Kurt et s'excuse de ne pas passer assez de temps avec lui. Il assure à Kurt qu'il l'aime toujours et que ce sera toujours le cas.
Dans l'épisode « Complètement Gaga », Burt invite Carole et Finn à s'installer chez lui. Conscient de l'attraction que Kurt à envers lui, Finn est mal à l'aise à l'idée de partager une chambre avec Kurt. Dans l'espoir de plaire à Finn, Kurt redécore leur chambre, mais Finn est consterné par son aspect fantaisie et le manque d'intimité. Pendant la dispute qui a suivi, quand Kurt refuse de reconnaître son enthousiasme, Finn perd son sang-froid et qualifie le nouveau mobilier de "tafiole". Burt le surprend et lui crie dessus sur le fait de l'ampleur des mots homophobes, puis il le jette dehors, même si cela risque de coûter sa relation avec Carole.
Burt fait une crise cardiaque provoquée par une arythmie sévère dans le troisième épisode de la deuxième saison qui se nomme « Croque-messie », et est dans le coma pendant plusieurs jours avant de reprendre conscience. Kurt est à son chevet quand il se réveille enfin, et le prend en charge durant la convalescence de son père une fois que Burt est de retour chez eux. Le huitième épisode, intitulé «Mariages», s'ouvre avec Burt et Carole racontant à leurs fils qu'ils sont fiancés. Kurt insiste pour que les New Directions se produisent au mariage et à la réception. Lors du mariage, les New Directions exécutent « Marry You » de Bruno Mars, et ensuite Burt et Carole, dansent dans l'allée. Le couple se marie, mais l'utilisation de l'argent pour leur lune de miel est utilisé par le transfert de Kurt à la Dalton Academy car Dave Karofsky, un joueur de l'équipe de foot homophobe a menacé la vie de Kurt. On apprendra dans "Premiers baisers" que Dave est un gay refoulé (il s'acceptera toutefois dans la saison 3).
Après que Kurt et son ami Blaine Anderson assistent à la fête de Rachel (voir l'épisode "Bonjour ivresse") où Blaine est ivre, Kurt et Blaine vont chez Kurt afin de dessoûler. Burt découvre Blaine le matin dans le lit de Kurt, et dira plus tard que Kurt n'a pas eu un comportement approprié. Kurt s'excuse, mais demande à Burt d'apprendre sur les relations homosexuelles si Kurt a des questions, il peut demander à Burt comme un garçon demande normalement à son père. Comme il s'avère que Kurt est tout à fait ignorant sur les questions sexuelles et refuse de s'instruire, c'est Blaine qui demande à Burt d'aborder le sujet avec Kurt, invoquant des préoccupations de sécurité. Burt demande à Kurt « de parler » de sexe. Plus tard, il accepte à contrecœur le retour de Kurt à McKinley, et recommande que la robe Kurt soit moins flamboyante pour le bal McKinley Junior, une suggestion approuvée par Blaine qui est devenu son petit ami entretemps. Kurt refuse, et va au bal et est nommé Reine de la promo (voir la Reine de la promo).